# Jana Zemanová
Jana Zemanová (1959) è un'ex sciatrice alpina ceca che gareggiò per la nazionale cecoslovacca.

## Biografia
Slalomista pura, Jana Zemanová agli Europei juniores di Gällivare 1976 vinse la medaglia d'argento e a quelli di Kranjska Gora 1977 la medaglia di bronzo; in Coppa del Mondo ottenne l'unico risultato di rilievo l'8 febbraio 1979 a Maribor (20ª). Non prese parte a rassegne olimpiche e non ottenne piazzamenti ai Campionati mondiali.

## Palmarès

### Europei juniores
- 2 medaglie[1]:
  - 1 argento (slalom speciale a Gällivare 1976)
  - 1 bronzo (slalom speciale a Kranjska Gora 1977)

### Coppa del Mondo
- Miglior piazzamento in classifica generale: 69ª nel 1979